# Colegio de Abogados del Uruguay
El Colegio de Abogados del Uruguay (sigla C.A.U.), fundado el 9 de mayo de 1929, es una asociación profesional que busca estimular la unión y solidaridad, facilitando la vinculación entre los Abogados.
Es miembro de la Unión Iberoamericana de Colegios y Agrupaciones de Abogados (UIBA), del Consejo de Colegios y Órdenes de Abogados del Mercosur (COADEM) y de la Agrupación Universitaria del Uruguay (AUDU).